# Hampmalva
Hampmalva (Althaea cannabina) är en malvaväxtart som beskrevs av Carl von Linné. Enligt Catalogue of Life ingår Hampmalva i släktet läkemalvor och familjen malvaväxter, men enligt Dyntaxa är tillhörigheten istället släktet läkemalvor och familjen malvaväxter. Arten förekommer tillfälligt i Sverige, men reproducerar sig inte. Inga underarter finns listade i Catalogue of Life.

## Bildgalleri

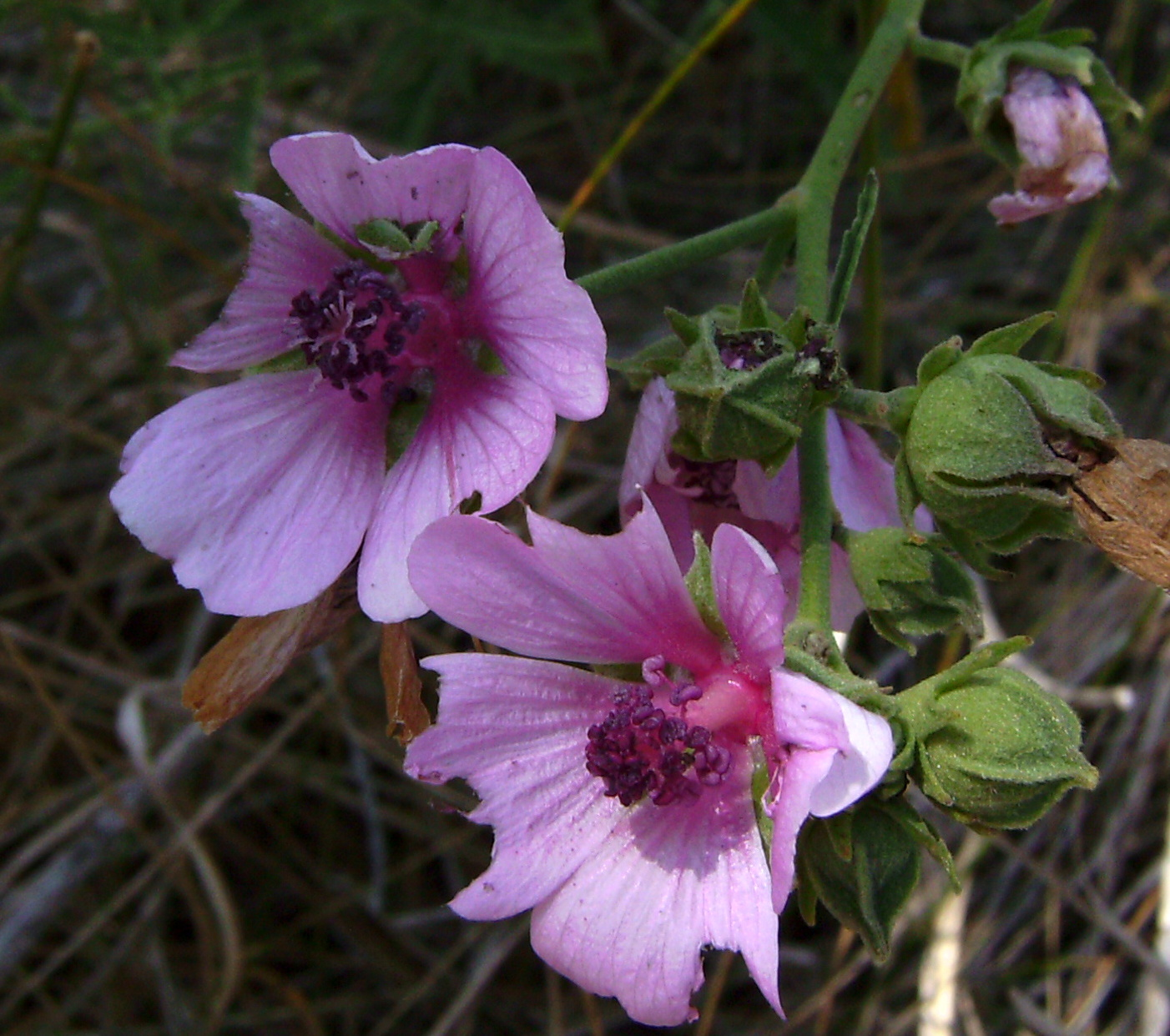
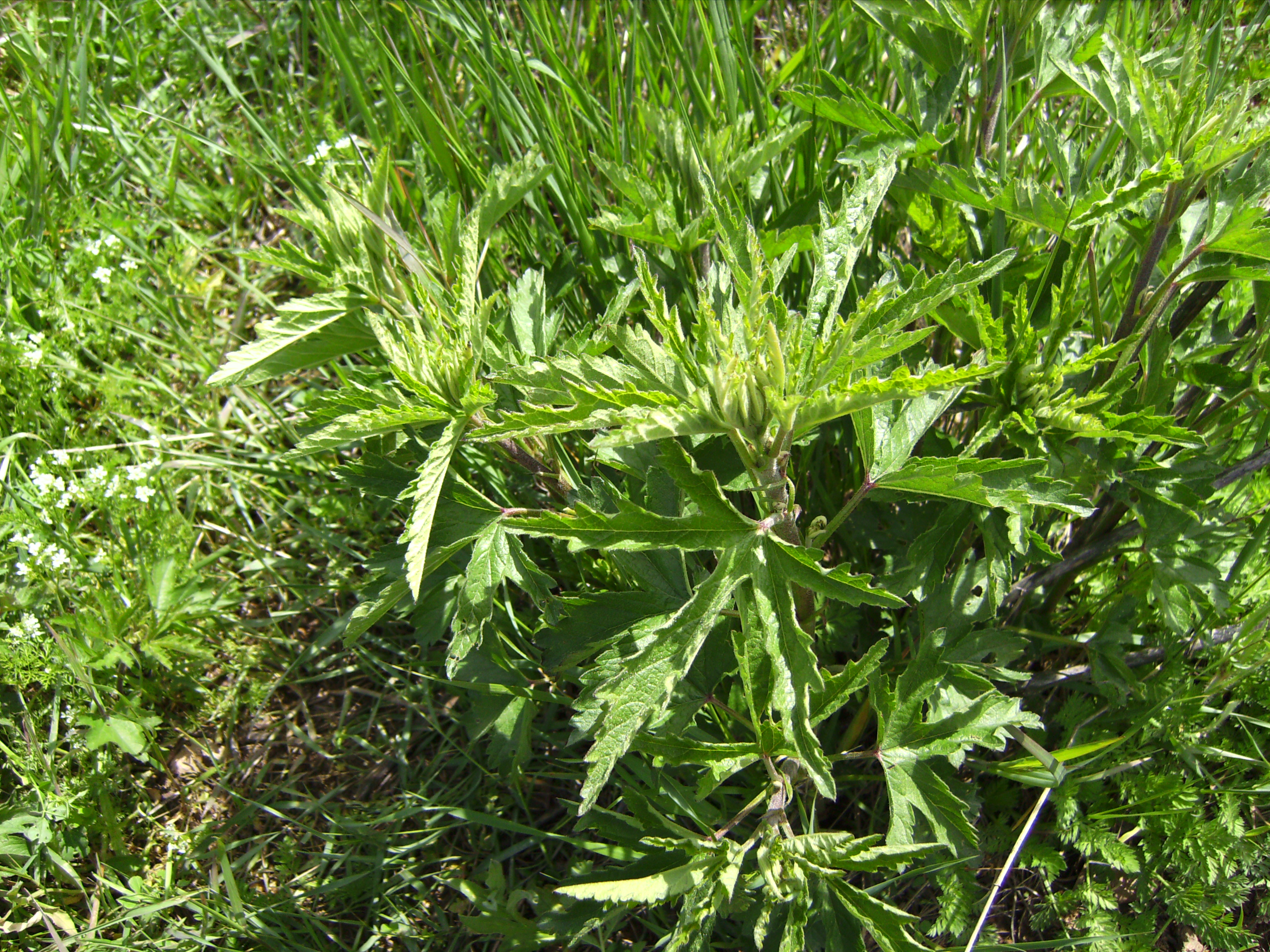
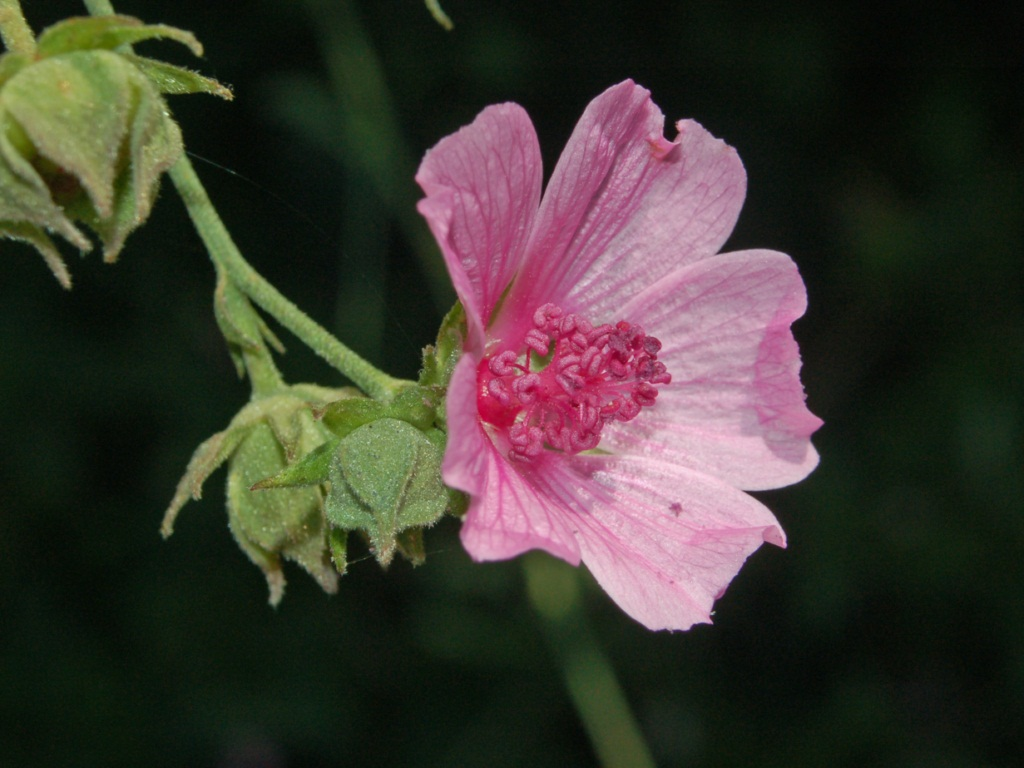
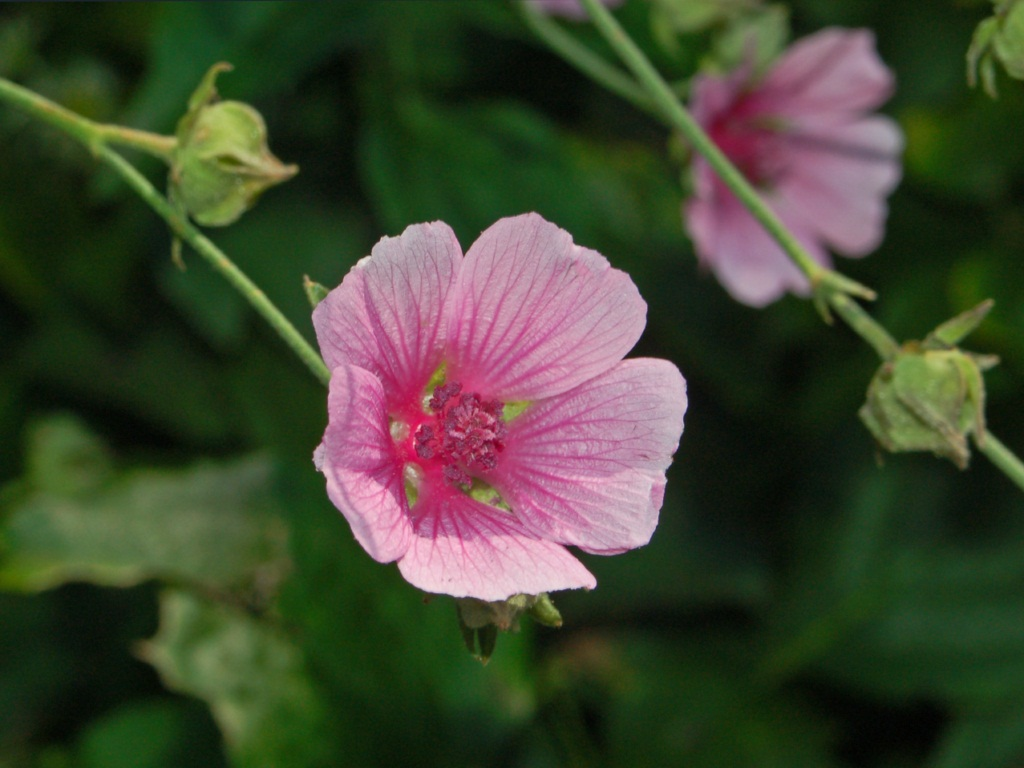
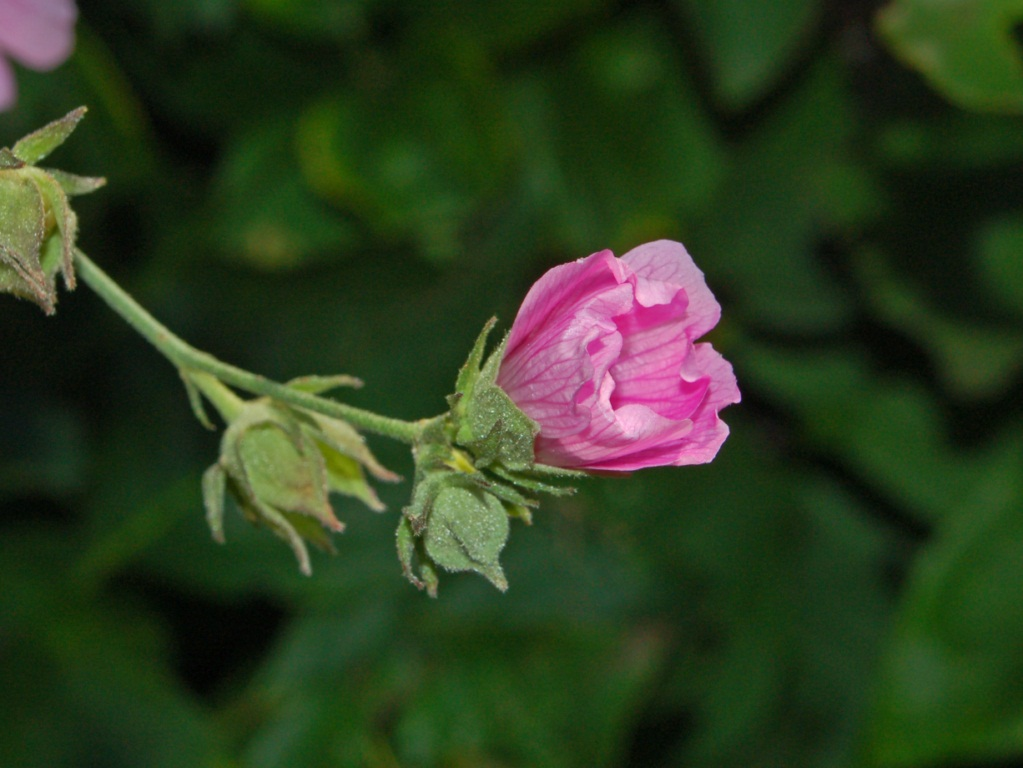
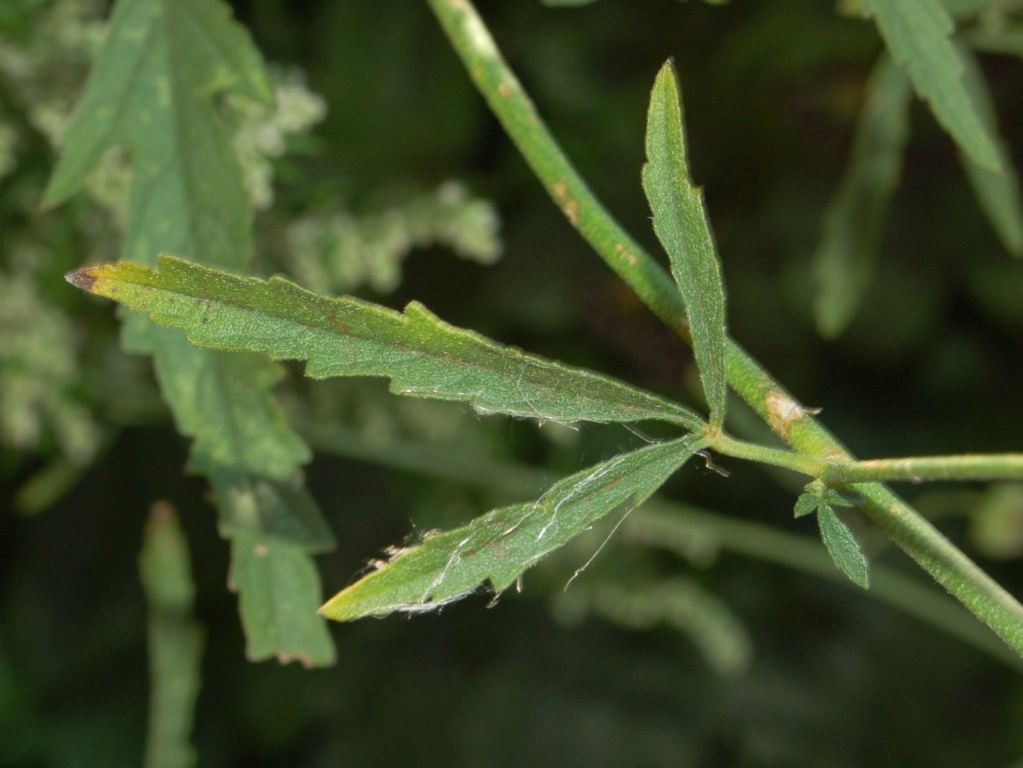
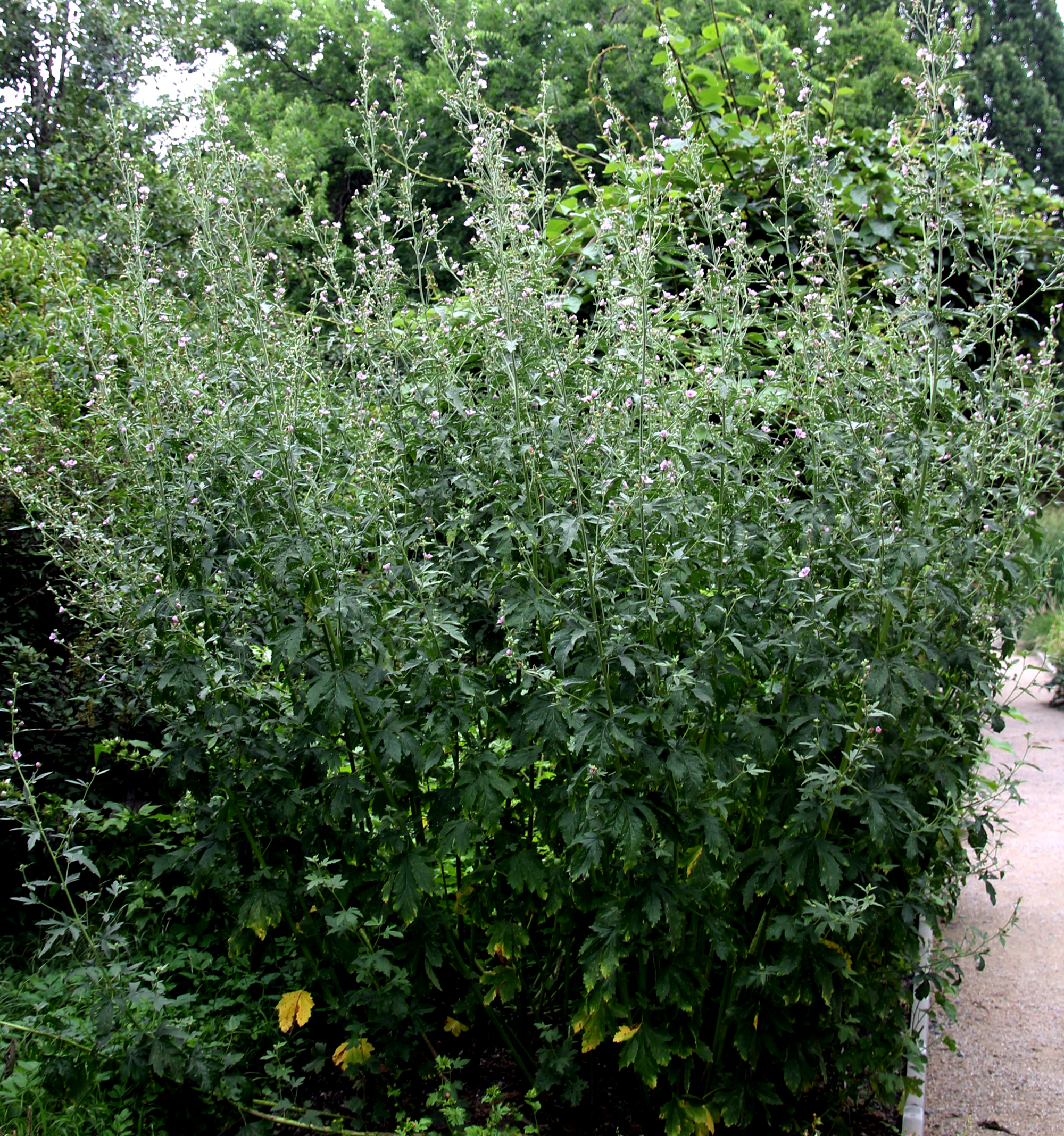
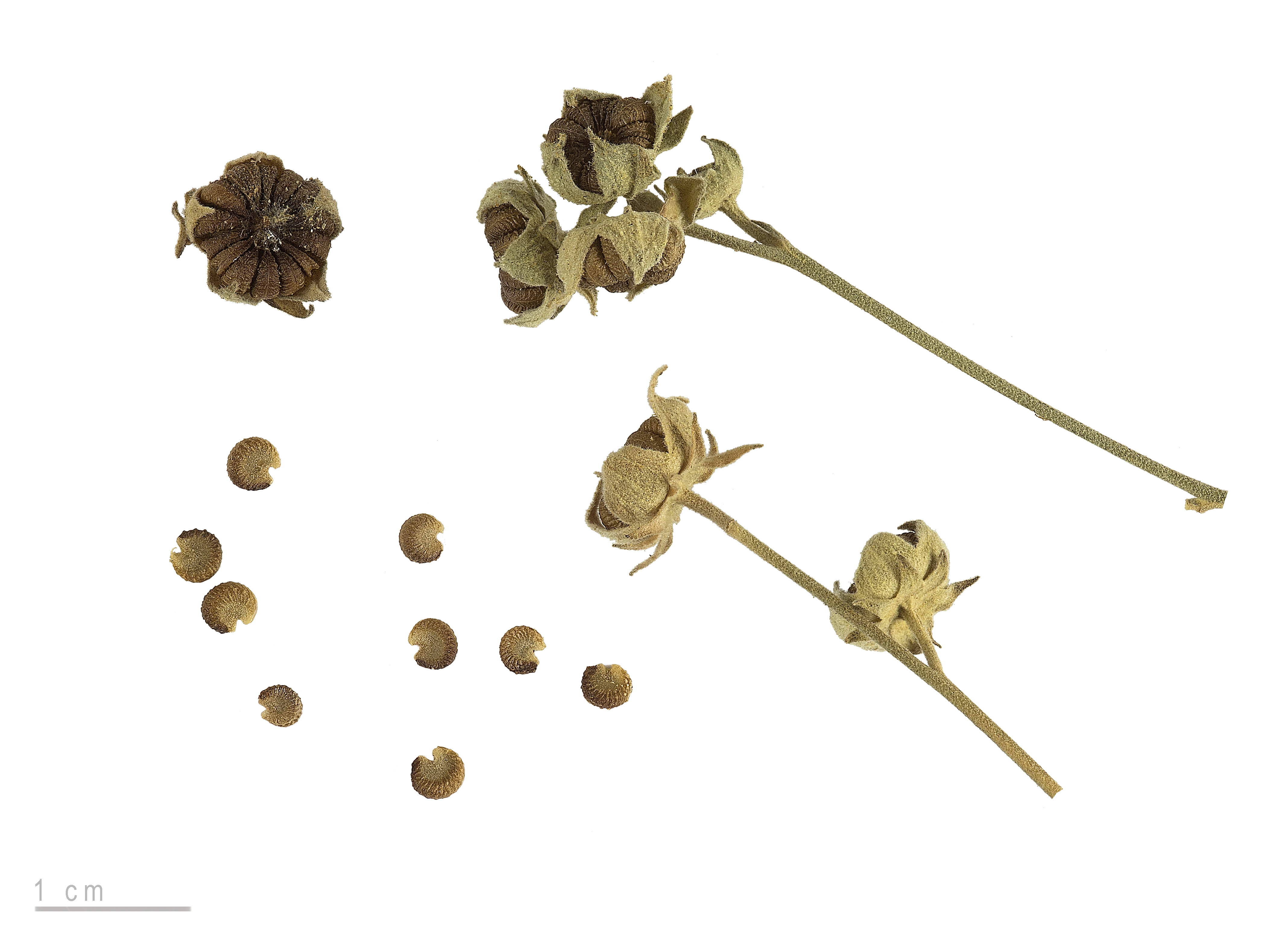
Althaea cannabina - Museum specimen